# Hyloxalus breviquartus
Hyloxalus breviquartus es una especie de anfibio anuro de la familia Dendrobatidae.

## Distribución geográfica
Esta especie habita:
- en Colombia, en el departamento de Antioquia, en Urrao, en el parque nacional Las Orquídeas, entre los 1700 y 1800 metros sobre el nivel del mar en la parte norte de la Cordillera Occidental,
- en Ecuador, en la provincia de Carchi, entre los 600 y 900 m de altitud en la Cordillera Occidental.[4]

## Descripción
El holotipo femenino mide 21,2 mm.

## Publicación original
- Rivero & Serna, 1986 : Dos nuevas especies de Colostethus (Amphibia, Dendrobatidae) de Colombia. Caldasia, vol. 15, n.º 71/75, p. 525-531[5]